# Indigofera brachystachya
Indigofera brachystachya là một loài thực vật có hoa trong họ Đậu. Loài này được (DC.) E.Mey. miêu tả khoa học đầu tiên.